# The Sufferer & the Witness
The Sufferer & the Witness (с англ. — «Пострадавший и свидетель») — четвёртый альбом американской панк-рок-группы Rise Against, выпущен 4 июля 2006 года, и это был второй релиз группы на лейбле Geffen Records. В первую неделю продаж было продано 48 000 копий, что подняло альбом на 10 позицию в Billboard 200. Альбом стал «золотым» по версии RIAA.

## Запись
После успеха первого релиза на мейджор-лейбле, Siren Song of the Counter Culture, и в особенности сингла «Swing Life Away», в январе группа вернулась в студию для записи нового альбома. Некоторые песни были написаны ещё во время тура. Было объявлено, что продюсером будет Билл Стивенсон. Подготовка к записи началась в Чикаго. Альбом был записан в студии Blasting Room с продюсерами Биллом Стивенсоном и Джейсоном Ливермором за 12 недель между январём и апрелем 2006 года. Группа сообщила, что «на новом альбоме слушатель не услышит акустических гитар, но его ждут кое-какие другие сюрпризы». Было оглашено и название альбома. Микширование было закончено в Лос-Анджелесе, и к апрелю 2006 альбом был готов к выходу.

## Релиз и реакция
The Sufferer & the Witness был издан 4 июля 2006. В чарте Billboard 200 он занял 10 место, к тому времени это было самое большое достижение группы. Клипы на синглы с этого релиза часто можно было увидеть по музыкальным каналам. Кори Апар с портала Allmusic отметил энергию альбома и обратил внимание на то, что, несмотря на договор с крупным лейблом, Rise Against продолжают оставаться верными себе.

## Список композиций
| №   | Название                      | Длительность |
| --- | ----------------------------- | ------------ |
| 1.  | «Intro/Chamber the Cartridge» | 3:35         |
| 2.  | «Injection»                   | 3:19         |
| 3.  | «Ready to Fall»               | 3:47         |
| 4.  | «Bricks»                      | 1:30         |
| 5.  | «Under the Knife»             | 2:45         |
| 6.  | «Prayer of the Refugee»       | 3:19         |
| 7.  | «Drones»                      | 3:01         |
| 8.  | «The Approaching Curve»       | 3:44         |
| 9.  | «Worth Dying For»             | 3:20         |
| 10. | «Behind Closed Doors»         | 3:15         |
| 11. | «Roadside»                    | 3:21         |
| 12. | «The Good Left Undone»        | 4:10         |
| 13. | «Survive»                     | 3:40         |

### Бонус-треки на некоторых версиях
- «Built to Last» (кавер на Sick of It All) — 1:53
- «Boy’s No Good» (кавер на Lifetime) — 1:18
- «But Tonight We Dance» — 2:48
- «Paper Wings» (концертное выступление на the Troubadour) — 3:37

## Участники записи
- Тим Макилрот — вокал, ритм-гитара
- Крис Чейс — гитара, бэк-вокал
- Джо Принсайп — бас-гитара, бэк-вокал
- Брэндон Барнс — ударные
- Чед Прайс — дополнительный вокал
- Эмили Шамбра — дополнительный вокал
- Билл Стивенсон — продюсер, инженер
- Джейсон Ливермор — продюсер, инженер
- Эндрю Берлин — дополнительный инженер, пианино
- Джонни Шу — дополнительный инженер, пианино
- Кристофер Жак — пианино
- Крис Лорд-Элдж — сведение
- Тед Йенсен — мастеринг